# Каміль Семенюк
Ка́міль Семе́нюк (прізвисько — Се́мен, пол. Kamil Semeniuk; нар. 16 червня 1996, Кендзежин-Козьле) — польський волейболіст, який грає на позиції догравальника у збірній Польщі. Одноклубник капітана збірної України Олега Плотницького.

## Життєпис
Народився 16 червня 1996 року в м. Кендзежин-Козьле.
Грав у клубах ЗАКСА (Кендзежин-Козьле, 2015—2018), «Алюрон Вірту Варта» (Aluron Virtu Warta, Заверці, 2018—2019). Від сезону 2019—2020 знову захищає барви клубу «Група Азоти ЗАКСА» (Grupa Azoty ZAKSA).
Став найрезультативнішим гравцем першого матчу групового етапу Ліги чемпіонів ЄКВ 2021–2022 проти словенського клубу «Меркур» (OK Merkur), набравши 17 очок (показник корисности +15).
У другій декаді травня 2022 ЗМІ повідомили, що Джино Сірчі, власник італійського клубу «Сір Сафети Умбрія Воллей» (або «Перуджа»), підтвердив інформацію про перехід Каміля до клубу з Апенін.
22 травня 2022 року Семенюк здобув для свого клубу переможне очко Ліги чемпіонів ЄКВ 2021—2022 в матчі з італійським «Ітас Трентіно», який відбувся на майданчику «Арени Стожиці» (Stožice) в Любляні.
Саме його удар заблокували у другому сеті матчу-відповіді півфіналу Ліги чемпіонів 2022—2023 Сір Сікома Перуджа — ЗАКСА за рахунку 18:24, що дозволило польському клубу, вигравши другий сет, втретє підряд здобути право зіграти у вирішальному матчі турніру.

### Досягнення
Клубні
- Переможець Ліги чемпіонів ЄКВ 2021, 2022
- Чемпіон Польщі: 2016, 2017, 2022
- Володар Кубка Польщі: 2017, 2021
- Володар Суперкубка Польщі: 2019, 2020
- Віцечемпіон Польщі: 2018, 2021

У збірній
- Переможець Ліги націй 2023